# The Climb (Miley Cyrus)
The Climb è una canzone della cantante Miley Cyrus. È stata scritta da Jessi Alexander e Jon Mabe e prodotta da John Shanks. È stata pubblicata come il principale singolo dalla colonna sonora di Hannah Montana: The Movie; Let's Do This, Let's Get Crazy e Back to Tennessee sono stati pubblicati in precedenza per la radio ma non sono stati liberati in digitale. La canzone ha influenze country e parla liricamente di non rinunciare ai propri sogni.
Nel video musicale della canzone si vede Miley Cyrus cantare la canzone mentre scala una montagna, con l'alternanza di alcune scene tratte dal film Hannah Montana: the movie.
Nel 2009, la canzone ha ricevuto un MTV Movie Awards e un Teen Choice Awards nomination nella migliore canzone da una categoria Movie e una Music Choice: The Climb ha vinto entrambi i premi.

## Musica e testo
Si tratta una ballata in cui il narratore si lamenta sulle lotte che deve affrontare nella vita, pur rimanendo ottimista: "Ain't about how fast I get there/Ain't about what's waiting on the other side/It's the climb"; tradotto diventa: "Non riguarda quanto velocemente ci arriverò/Non riguarda cosa mi aspetta dall'altra parte/È la salita". Negli Stati Uniti anche la versione remixata è stata trasmessa alla radio.
La canzone è giocata in chiave di E maggiore a un ritmo di 80bpm. La gamma vocale è E3-C # 5.

## Accoglienza
La canzone ha ricevuto giudizi generalmente positivi. Heather Phares di All Music ha detto che è una delle migliori canzoni della colonna sonora e che a Nashville pensano che sia la canzone che "domina" Hannah Montana: The Movie. Phares ha inoltre dichiarato: Miley Cyrus con la sua voce rauca rende il suono molto più naturale, e inoltre canzoni come "Don't walk away", "Dream" e "The Climb" riportano con i piedi per terra gli adulti. Warren Truitt di About.com ha dichiarato che le canzoni che ha cantato Miley Cyrus sono come lei più "riflessive, personali e sentimentali". Truitt ha anche ricordato che "The Climb" è uno " ballata epica" ed è per Miley un serio tentativo per entrare nel mondo del country contemporaneo. Anche, Bill Lamb da About.com ha valutato la canzone tre stelle e mezzo. Sempre Lamb ha dichiarato:" Non c'è niente di male, ma non c'è niente di particolarmente spettacolare". Hollywood Records è alla ricerca di un successo sia pop che country, e forse si avrà. Tuttavia, Miley Cyrus con le sue canzoni di successo come "7 Things" e "See You Again", molto più memorabili di "The Climb". Questo assomiglia tutto un po' ad American Idol. Ha anche detto che Miley Cyrus ha una voce solida, chiara e le sue canzoni edificanti sono positive. Tuttavia, Jim Malec di The 9513 ha dato a "The Climb" il pollice verso il basso. Malec ha chiamato il brano "uno sciroppo e del tutto inutilmente, una ballata che non offre alcuna sostanza ed è stato scritto molte volte prima a titolo diverso, ma con letteralmente lo stesso itinerario. "Egli ha aggiunto che Miley Cyrus sembra passare la maggior parte del brano in-canto, ma altre volte vocalmente ha ricordato un giovane Tanya Tucker. Dan Milliken del Country Universe ha dato alla canzone un rating D +. La sua recensione è composta unicamente da due poster con le motivazioni, ha citato quello che la canzone sia in materia di e dall'altro la recensione, dicendo: "Tutto è facile quando sei carino". Milliken ha risposto alle osservazioni e ha spiegato la sua recensione. Il critico ha affermato: "Per me, la canzone è una riformulazione senz'anima di un messaggio estremamente famoso filosofico (così famoso che confina con cliché), che non fornisce un contesto emotivamente coerente motivazione o giustificazione per l'uso di quel messaggio (e non ha nulla a che fare con la musica country, ma cerchiamo di ignorare che per il bene di questo punto). " Milliken ha anche ricordato che egli ha aumentato il grado di livello, perché Miley Cyrus è una brava cantante.

## Video musicale
Il video musicale è stato diretto dal regista Matthew Rolston, girato nel gennaio 2009. e si basa sulla metafora tematica della canzone che parla di una scalata. Il video comincia con la visione di una montagna e una chiatrra acustica. Quindi, Miley Cyrus inizia a cantare "I can almost see it, that dream I'm dreaming" in uno sfondo nero con un riflettore unico con i colori blu violetto. Si passa improvvisamente scena, si vede Miley Cyrus camminare in una strada, al fine di scalare la montagna. In un altro scena Miley Cyrus prende la chitarra e inizia a suonare. Quindi, iniziano le tratte dal film Hannah Montana : The Movie (si vede Miley Cyrus a cavallo con Lucas Till). Prende poi da terra una rosa che era sulla strada, l'odora e la butta via. Un conto alla rovescia inizia in sottofondo e mentre cammina, comincia a piovere, ma Miley Cyrus continua a salire. Si toglie la giacca e si lascia alle spalle la sua valigia per continuare a scalare. Per tutto il resto del video Miley Cyrus continua a salire anche se si trova di fronte alcuni ostacoli. Verso la fine, Miley Cyrus raggiunge il vertice, il sole sorge e si vede lei cantare in cima alla montagna in analogia con il video di Britney Spears "I'm Not A Girl, Not Yet A Woman". Esiste anche un'altra versione del video, il quale è tratto dal film "Hannah Montana: The Movie", dove Hannah Montana, durante il concerto nella sua città natale, svela di essere Miley, e canta "The Climb".

## Performance live
Miley Cyrus ha eseguito "The Climb" all'"Academy of Country Music Awards" il 5 Aprile 2009. Ha cantato la canzone a "We Are The Future: Kids' Inaugural Special", e anche aThe Tonight Show con Jay Leno. Il 1 °Aprile 2009, ha eseguito la canzone ad American Idol; ed è stata trasmessa in tv il 15 aprile. Ha cantato la canzone anche a Good Morning America e a Live with Regis e Kelly, rispettivamente, il 9 Aprile e il 10 Aprile.

## Classifiche

### Posizioni raggiunte
| Classifica (2009) | Posizione massima |
| ----------------- | ----------------- |
| Australia         | 5                 |
| Austria           | 30                |
| Belgio (Fiandre)  | 61                |
| Belgio (Vallonia) | 58                |
| Canada            | 5                 |
| Danimarca         | 37                |
| Francia           | 16                |
| Germania          | 41                |
| Irlanda           | 11                |
| Italia            | 40                |
| Norvegia          | 5                 |
| Nuova Zelanda     | 12                |
| Regno Unito       | 11                |
| Spagna            | 46                |
| Stati Uniti       | 4                 |
| Svezia            | 40                |
| Svizzera          | 40                |

### Classifiche di fine anno
| Classifica (2009) | Posizione |
| ----------------- | --------- |
| Australia         | 16        |
| Canada            | 17        |
| Nuova Zelanda     | 43        |
| Regno Unito       | 84        |
| Stati Uniti       | 21        |

## Cover di Joe McElderry
Nel 2009 il brano venne interpretato dal concorrente di X Factor Joe McElderry.